# シキュオンのクレイステネス
クレイステネス（希：Κλεισθένης、ラテン文字転記：Cleisthenes、生没年不明）は紀元前6世紀のシキュオンの僭主である。
クレイステネスはアリストニュモスの子である。クレイステネスは娘のアガリステをギリシアで最も優れた青年に嫁がせようとして、集まってきた貴公子たちをテストした。その結果、アテナイ人のヒッポクレイデスを選んだが、宴での彼の恥知らずな振る舞いのために縁談は取り消しになり、代わりにアテナイの貴族メガクレスに決まった。メガクレスはアガリステとの間に祖父と同名で、後にアテナイ民主制の改革者となるクレイステネスを儲けた。
年代は不明であるが、クレイステネスの在位中にシキュオンがアルゴスと戦争状態にあった時、彼はアルゴスが賞賛されているという理由でシキュオンで叙事詩物語の競演を禁止させ、アルゴスの英雄アドラストスの廟や供犠、祭礼を強引にメラニッポスのそれに変えさせた。
紀元前595年にクレイステネスは隣保同盟を支援して第一次神聖戦争に参加し、デルフォイの聖域を勝手に使っていたキラと戦った。彼はキラを包囲してこれを下した。そして、キラからの戦利品で「クレイステネス柱廊」を建てた。
紀元前586年のオリュンピア祭でクレイステネスは戦車競争で優勝した。

## 註
1. ↑  パウサニアス, II. 8. 1
2. ↑  ヘロドトス, V. 67; VI. 126-130
3. ↑  ヘロドトス, V. 67
4. ↑  パウサニアス, X. 37. 6
5. ↑  ポリュアイノス, III. 5
6. ↑  フロンティヌス, III. 7
7. ↑  パウサニアス, II. 9. 6
8. ↑  パウサニアス, X. 7. 6